# 페더럴웨이

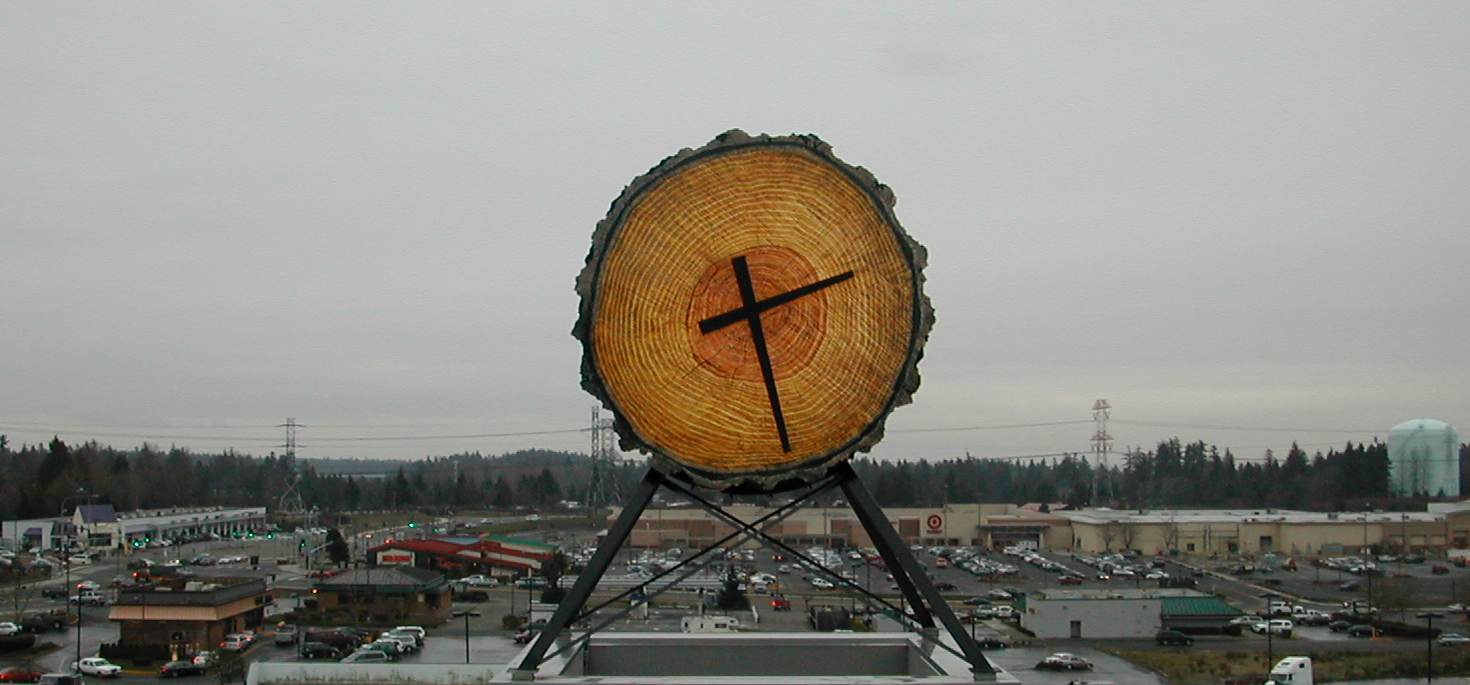

페더럴 웨이(Federal Way) 또는 훼드럴 웨이는 미국 워싱턴주 킹군의 도시로서 시애틀의 위성도시이다. 99번 도로(Pacific Highway)가 페더럴 웨이의 중심을 관통한다.
시애틀지역 한인타운의 하나로서 한인수는 워싱턴주에서 타코마(Tacoma)에 이어 두 번째로 많아 한인들이 운영하는 각종 업체들이 밀집되어 있고, 그 중심가도 한인 사업이 점재한다. 중심부에는 H 마트가 미국 서부의 최초 분점을 개점했다. 한인 매체는 라디오의 라디오한국(Radio Hankook)이 있고, 텔레비전 방송국은 KO-AM TV가 있다. 가수인 샘 김은 당시(當市) 출신이다. 2014년에는 한인인 Andy J. Hwang(앤디 황)이 경찰국장을 맡다. 2025년에는 페더럴웨이 한인회와 자매도시인 동해시가 협력해 "한우리정원(Hanwoori Garden)"을 개장했다.

## 인구
| 인구조사              | 인구   | Note  | %±    |
| --------------------- | ------ | ----- | ----- |
| 1990년                | 67,554 |       | —     |
| 2000년                | 83,259 |       | 23.2% |
| 2010년                | 89,306 |       | 7.3%  |
| 2019 (추산)           | 96,289 | [ 4 ] | 7.8%  |
| U.S. Decennial Census |        |       |       |